# Богородица Краинска
Манастирът „Богородица Краинска“ (на сръбски: Богородица Крајинска), известен също и като „Пречиста Краинска“, е разрушен днес средновековен православен манастир в Черна гора.
Разположен е в областта Шкодренска Краина. Смята се, че тази обител е създадена от княза на Дукля - Петрислав, близо до княжеската резиденция Крайина.В началото на XI век в манастира са пренесени останките на канонизирания княз Иван Владимир и остават там в продължение на две столетия.Според Дуклянската летопис Теодора Косара, вдовицата на блажения Владимир, станала монахиня, завършила живота си в същата църква с благочестие и свето подвижничество и била погребана там при нозете на своя мъж“.  Манастирът съществува поне до XV век, като за известно време е седалище на католически епископ. 